# Hundsturm

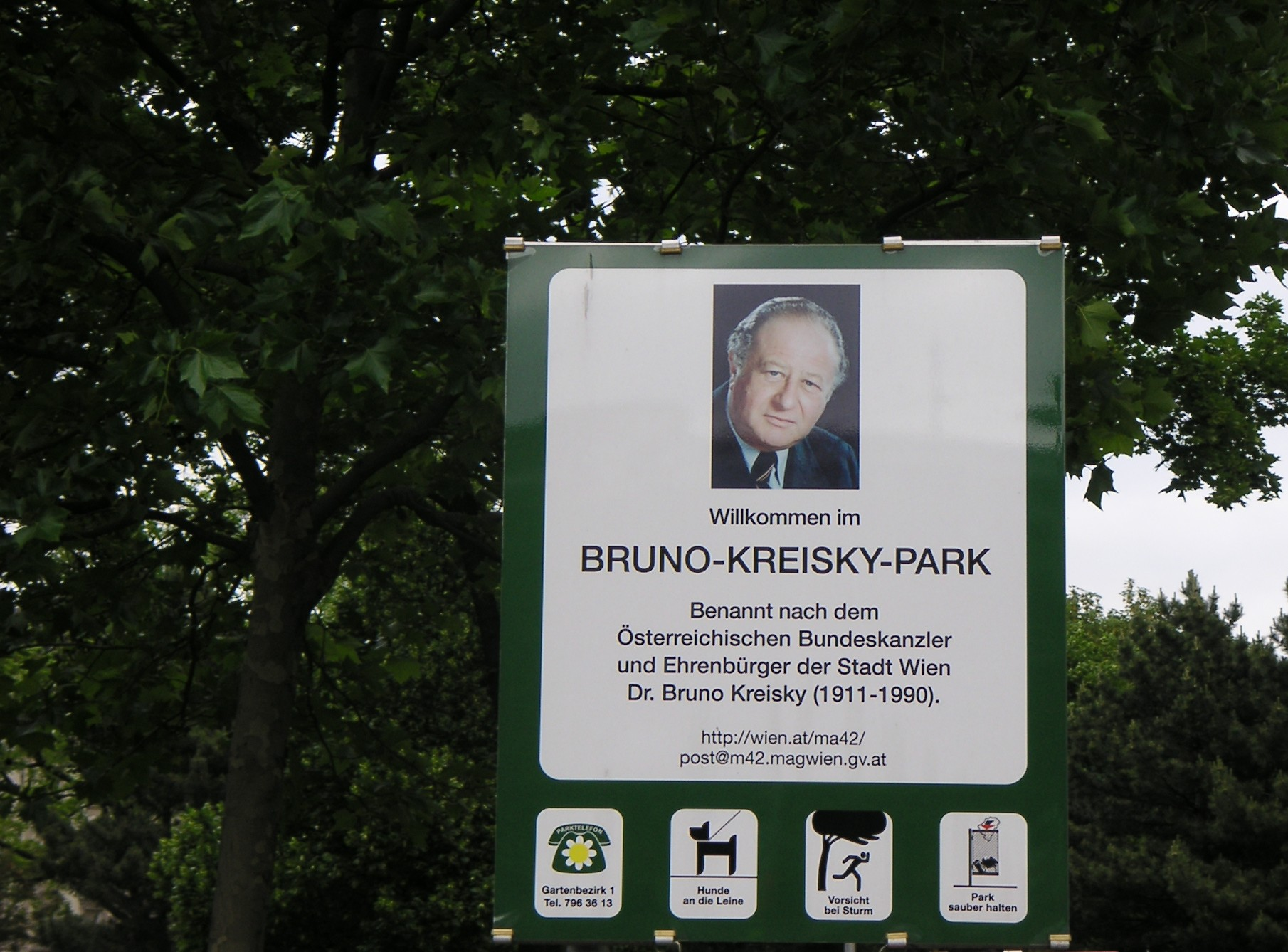
Eingang zum Bruno-Kreisky-Park

Hundsturm (bis 1902 Hundsthurm) war 1849 und 1850 eine eigenständige Gemeinde und ist heute ein Stadtteil Wiens im 5. Wiener Gemeindebezirk, Margareten.

## Geschichte
Im Jahre 1632 fand die erste urkundliche Erwähnung der Ortschaft Hundsturm statt. Im Jahre 1600 ließ Erzherzog Matthias, der spätere Kaiser, als Grundherr ein Rüdenhaus in Hundsturm errichten. Der Name Hundsturm stammt möglicherweise von diesem Rüdenhaus ab. Wahrscheinlicher ist jedoch, dass er auf die ehemalige Hundsmühle zurückgeht, die im Jahre 1408 erstmals als Hunczmühle in der Scheibenried belegt ist.
Das Rüdenhaus wurde 1672 abgerissen, an seiner Stelle entstand das 1885 abgerissene Schloss Hundsthurm. Der Platz vor dem Schloss, bis dahin Schloßplatz genannt, wurde 1886–1923 Hundst(h)urmplatz bzw. Hundst(h)urmer Platz genannt und heißt seit 1923 Am Hundsturm.
Während des 17. Jahrhunderts entwickelte sich die Siedlung um dieses Schloss, vor allem entlang der heutigen Schönbrunner Straße zwischen der Spengergasse und dem Margaretengürtel. Im Jahre 1842 kam die Grundherrschaft Hundsthurm durch Ankauf an die Stadt Wien, wurde aber noch nicht eingemeindet. In den Jahren 1849/1850 war der Ort, als die Grundherrschaften in Österreich aufgelöst wurden, kurz autonome Gemeinde, wurde aber schon 1850 als Teil des neuen 4. Bezirks, Wieden, in die Stadt Wien eingemeindet. 1861/1862 wurde der Bezirk geteilt und Hundsthurm dem neuen 5. Bezirk, Margareten, zugeordnet.

### Neumargareten
Zur Vorstadt Hundsturm gehörte im 19. Jahrhundert ein kleines Gebiet außerhalb des Linienwalls, der äußeren Verteidigungslinie Wiens. Der Linienwall, zuletzt nur mehr als Steuergrenze von Belang, wurde ab 1894 demoliert, die seit den 1870er Jahren entstandene Gürtelstraße wurde ausgebaut. In Folge setzte die Verbauung dieses Gebiets ein.
1907 kamen die nunmehr Neu-Margareten genannten Teile der ehemaligen Vorstadt, die westlich außerhalb des Gürtels lagen, und zwar etwa 40 Häuserblöcke zwischen der Arndtstraße und der Eichenstraße westlich des Gaudenzdorfer Gürtels, per Landesgesetz Nr. 4 vom 2. Februar 1907 zu Meidling (12. Bezirk).
Zu diesem transferierten Gebiet gehörte auch der 1783 eingerichtete Hundsturmer Friedhof, auf dem 1809 der bekannte österreichische Komponist Joseph Haydn beigesetzt wurde. Seit 1926 wird das ehemalige Friedhofsareal im 12. Bezirk als Haydnpark bezeichnet.

## Wappen
Das Hundsturmer Wappen zeigt auf blauem Hintergrund einen silbernen Turm auf einer grünen Wiese. Aus dem geöffneten goldenen Tor des Turmes springt ein Hund.

## Kulturstätten
Unter dem Namen „Volkstheater Hundsturm“ betreibt das Volkstheater seit dem Herbst 2005 im Eisenbahnerheim eine Spielstätte, die 2015 von der künstlerischen Direktorin Anna Badora in „Volx/Margareten“ umbenannt wurde.

## Persönlichkeiten
- Ludovika Froebe (1847–1922), Malerin
- Hans Rohn (1868–1955), Kartograf, Lithograf und Maler

## Alte Ansichten

Alte Ansichten von Hundsturm
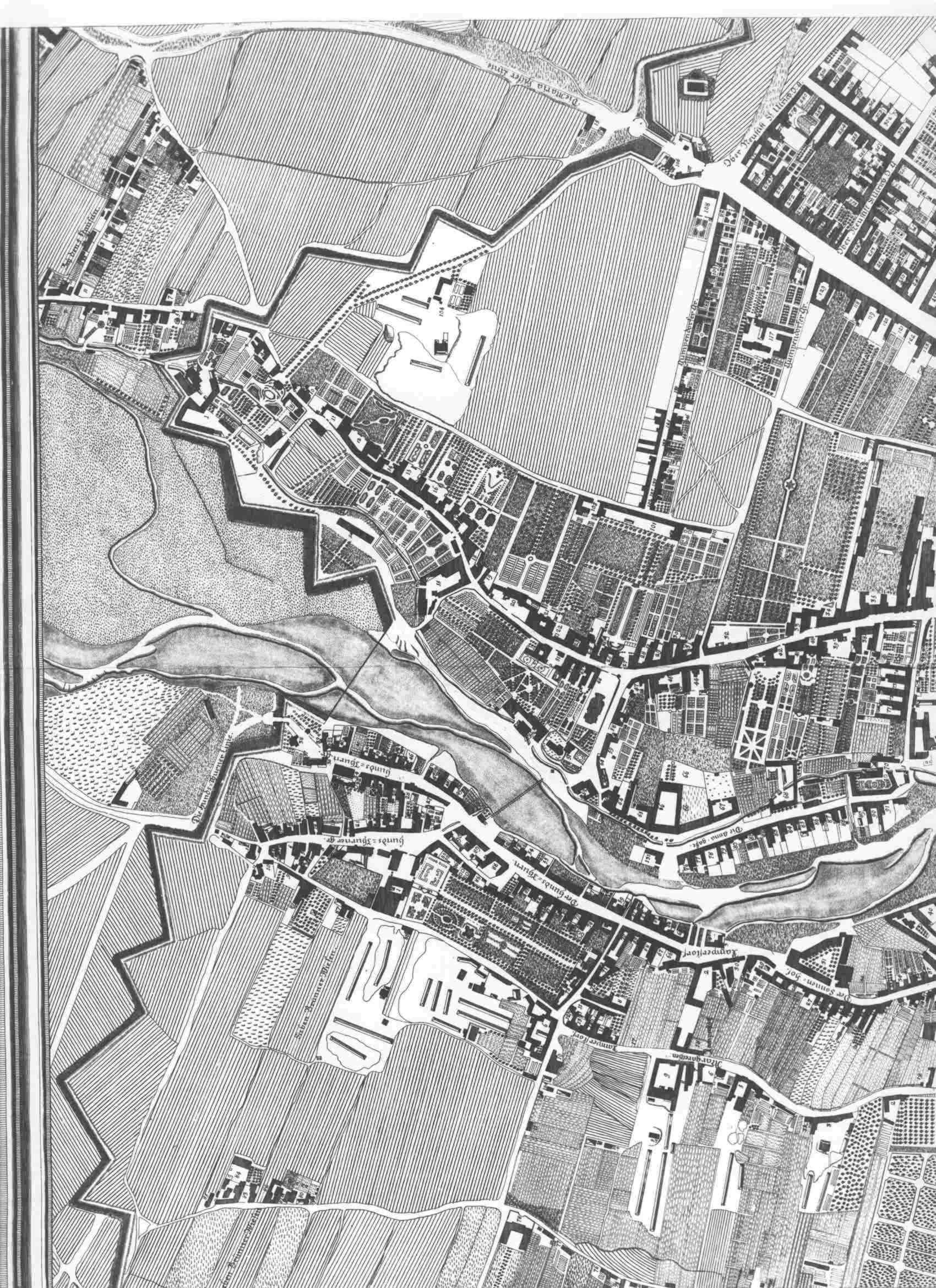
Hundsturm um 1773
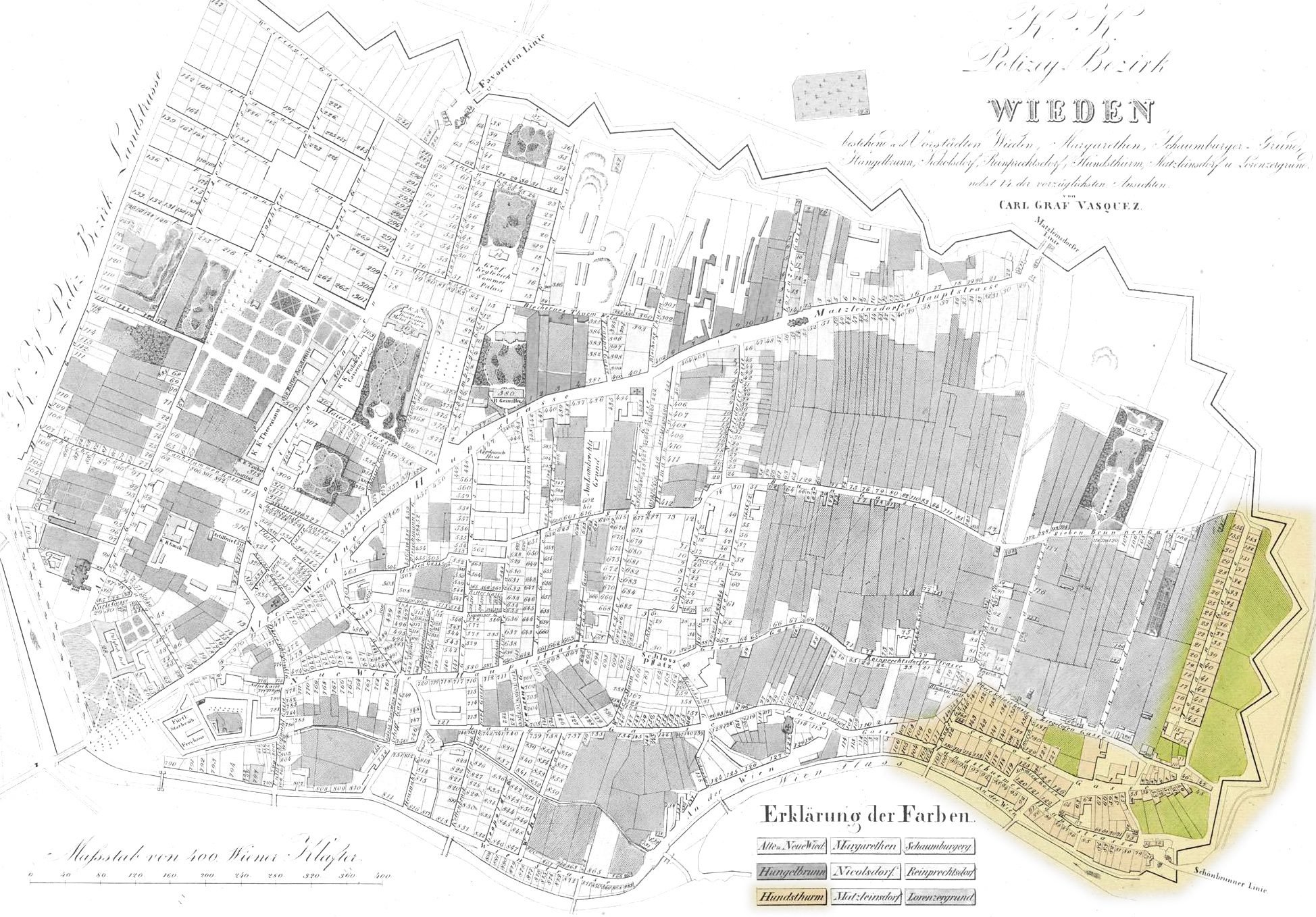
Hundsturm um 1830
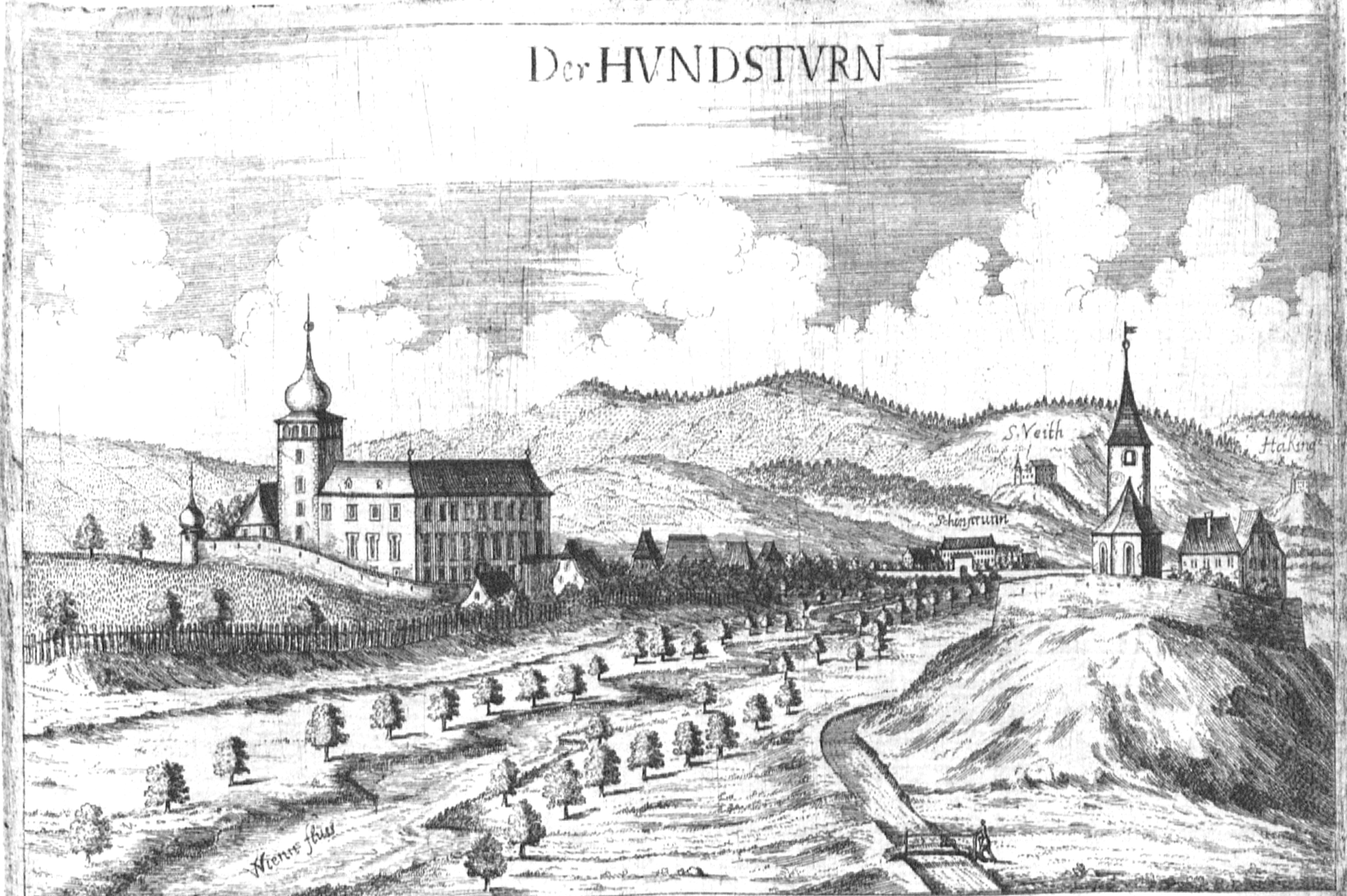
Das Schloss Hundsturm in Blickrichtung Westen
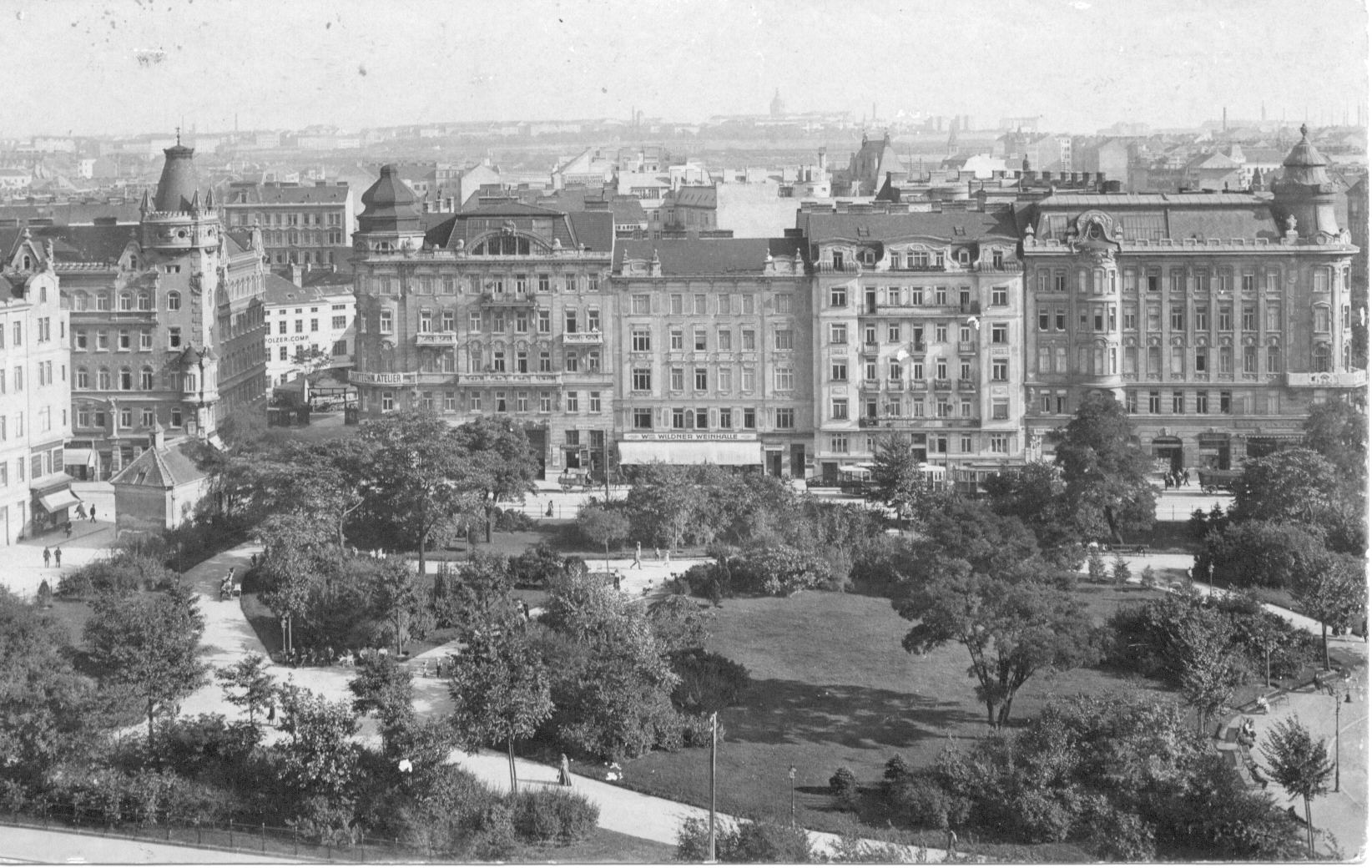
Der heutige Bruno-Kreisky-Park in der Zwischenkriegszeit – damals hieß er „St.-Johann-Park“